# Les Damnés de la Guerre
Les Damnés de la Guerre est un livre écrit par Roger Monclin, et dont le sous-titre est Les Crimes de la justice militaire, qui fut publié en 1934.

## Présentation
Il se compose:
- D'une dédicace à Victor Méric.
- D'une préface de Fernand Gouttenoire de Toury.
- D'une liste de « Tombés sous les balles françaises », liste de fusillés réhabilités à la date de la parution.
- D'un avant-propos de l'auteur.
- D'une série d'exemples de la justice militaire entre 1914 et 1918, et d'épisodes ultérieurs, qui exécuta des soldats français:
  - « Arthur Cathelin », qui dit l'histoire de ce vannier d'Achicourt (Pas-de-Calais) qui fut fusillé le 20 octobre 1914, sans preuve, ni jugement, pour espionnage
  - « Souain », qui raconte l'histoire des quatre caporaux de Souain, fusillés en mars 1915, au hasard, pour l'exemple.
  - « Flirey », sur les quatre soldats coupables d'« avoir eu marre » des combats incessants, qui furent fusillés, le 24 avril 1915, à Flirey.
  - « Judas Nahon », victime de l'antisémitisme de ses officiers, mort en juin 1922, au Maroc.
  - « Bersot »
  - « Stimelle »
  - « Copie »
  - « Herduin et Millant (Milan selon Réau[1]) »
  - « Vingré »
  - « Laurent »
  - « Chapelant »
  - « Loiseau »
  - « Leymarie »
  - « Gabrielli »
  - « Chemin et Pillet »
  - « Brunel et quelques autres »

## Éditions
- Roger Monclin, Les Damnés de la guerre : les crimes de la justice militaire, Paris, Mignolet & Storz, 1935, notice BNF.
- Réédition avec préf. de Jean Gauchon, postf. de François Cavanna, ill. de Marcel Carter, Union pacifiste de France, Boulogne-Billancourt, 1978, 171 p.